# Наккила
Наккила (фин. Nakkila) — община в провинции Сатакунта, губерния Западная Финляндия, Финляндия. Общая площадь территории — 184,88 км², из которых 1,97 км² — вода.

## Демография
На 31 января 2011 года в общине Наккила проживают 5785 человек: 2881 мужчина и 2904 женщины.
Финский язык является родным для 99,15% жителей, шведский — для 0,28%. Прочие языки являются родными для 0,57% жителей общины.
Возрастной состав населения:
- до 14 лет — 17,37%
- от 15 до 64 лет — 61,61%
- от 65 лет — 21,07%

Изменение численности населения по годам:
| Год  | Численность |
| ---- | ----------- |
| 1980 | 6248        |
| 1990 | 6396        |
| 2000 | 6094        |
| 2010 | 5788        |
| 2011 | 5785        |